# Hawaii 5-0
Hawaii 5-0 is de achtste single van de Party Animals en de tweede van hun derde album Hosanna Superstar. Het nummer is een happyhardcore-versie van openingstune van de tv-serie Hawaii 5-0. Het nummer stond 4 weken in de Nederlandse Top 40, waarvan 1 week op nummer 24. Het nummer stond niet in de jaarlijst van 1998.

## Cd-single
1. "Hawaii 5-0 (Flamman & Abraxas radio mix)"
2. "Big Beats Are Coming"
3. "Gabber Is Dood !?"
4. "Hawaii 5-0 (Boys 'R' Us)"

## Hitnotering
| "Hawaii 5-0" in de Nederlandse Top 40 | "Hawaii 5-0" in de Nederlandse Top 40 | "Hawaii 5-0" in de Nederlandse Top 40 | "Hawaii 5-0" in de Nederlandse Top 40 | "Hawaii 5-0" in de Nederlandse Top 40 | "Hawaii 5-0" in de Nederlandse Top 40 |
| Week                                  | 1                                     | 2                                     | 3                                     | 4                                     |                                       |
| ------------------------------------- | ------------------------------------- | ------------------------------------- | ------------------------------------- | ------------------------------------- | ------------------------------------- |
| Nummer                                | 22                                    | 24                                    | 29                                    | 32                                    | uit                                   |